# Neuseeländische Frauen-Cricket-Nationalmannschaft in den West Indies in der Saison 2014
Die Tour der neuseeländischen Frauen-Cricket-Nationalmannschaft auf die West Indies in der Saison 2014 fand vom 12. bis zum 27. September 2014 statt. Die internationale Cricket-Tour war Bestandteil der Internationalen Cricket-Saison 2014 und umfasste vier WODI und drei WTwenty20s. Die West Indies gewannen die WODI-Serie 4–0, während Neuseeland die WTwenty20-Serie mit 2–1 für sich entscheiden konnte.

## Vorgeschichte
Für beide Mannschaften war es die erste Tour der Saison. Das letzte Aufeinandertreffen der beiden Mannschaften bei einer Tour fand in der Saison 2013/14 in Neuseeland statt.

## Stadien
Die folgenden Stadien wurde für die Tour ausgewählt.
| Stadt      | Land                           | Stadion            | Kapazität | Spiele       |
| ---------- | ------------------------------ | ------------------ | --------- | ------------ |
| Basseterre | St. Kitts und Nevis            | Warner Park        | 8.000     | 1. – 4. WODI |
| Kingstown  | St. Vincent und die Grenadinen | Arnos Vale Stadium | 18.000    | 1. – 3. WT20 |

## Kaderlisten
Neuseeland benannte seine Kader am 30. Juli 2014 Die West Indies benannten ihren WODI-Kader am 9. September und ihren WTwenty20-Kader am 21. September 2021.
| WODI | WODI | WTwenty20 | WTwenty20 |
| West Indies | Neuseeland | West Indies | Neuseeland |
| --- | --- | --- | --- |
| - Merissa Aguilleira (K, wk) - Stafanie Taylor (K) - Shemaine Campbelle - Britney Cooper - Shanel Daley - Deandra Dottin - Kycia Knight - Hayley Matthews - Natasha McLean - Anisa Mohammed - Shaquana Quintyne - Tremayne Smartt - Shakera Selman | - Suzie Bates (K) - Sam Curtis - Sara McGlashan - Sophie Devine - Katie Perkins - Amy Satterthwaite - Rachel Priest - Felicity Leydon-Davis - Morna Nielsen - Holly Huddleston - Lea Tahuhu - Hayley Jensen - Maddy Green - Georgia Guy | - Merissa Aguilleira (K, wk) - Stafanie Taylor (VK) - Shemaine Campbelle - Shamilia Connell - Britney Cooper - Shanel Daley - Deandra Dottin - Kycia Knight (wk) - Hayley Matthews - Anisa Mohammed - Shaquana Quintyne - Shakera Selman - Tremayne Smartt | - Suzie Bates (K) - Sam Curtis - Sara McGlashan - Sophie Devine - Katie Perkins - Amy Satterthwaite - Rachel Priest - Felicity Leydon-Davis - Morna Nielsen - Holly Huddleston - Lea Tahuhu - Hayley Jensen - Maddy Green - Georgia Guy |

## Women’s One-Day Internationals

### Erstes WODI in Basseterre
| 12. September Scorecard | Basseterre | Neuseeland 142 (44.1)             | – | West Indies 145-5 (40.1) |
|                         |            | West Indies gewinnt mit 5 Wickets |   |                          |

Neuseeland gewann den Münzwurf und entschied sich als Schlagmannschaft zu beginnen. Als Spielerin des Spiels wurde Tremayne Smartt ausgezeichnet.

### Zweites WODI in Basseterre
| 14. September Scorecard | Basseterre | West Indies 246-5 (50)          | – | Neuseeland 181 (45.3) |
|                         |            | West Indies gewinnt mit 65 Runs |   |                       |

Die West Indies gewannen den Münzwurf und entschieden sich als Schlagmannschaft zu beginnen. Als Spielerin des Spiels wurde Deandra Dottin ausgezeichnet.

### Drittes WODI in Basseterre
| 17. September Scorecard | Basseterre | Neuseeland 69 (32.2)              | – | West Indies 74-2 (17.2) |
|                         |            | West Indies gewinnt mit 8 Wickets |   |                         |

Neuseeland gewann den Münzwurf und entschied sich als Schlagmannschaft zu beginnen. Als Spielerin des Spiels wurde Shakera Selman ausgezeichnet.

### Viertes WODI in Basseterre
| 9. Juli Scorecard | Basseterre | West Indies 214-8 (50)         | – | Neuseeland 210 (49.4) |
|                   |            | West Indies gewinnt mit 4 Runs |   |                       |

Neuseeland gewann den Münzwurf und entschied sich als Feldmannschaft zu beginnen. Als Spielerin des Spiels wurde Anisa Mohammed ausgezeichnet.

## Women’s Twenty20 Internationals

### Erstes WTwenty20 in Kingstown
| 23. September Scorecard | Kingstown | West Indies 92-6 (20)            | – | Neuseeland 94-3 (17.5) |
|                         |           | Neuseeland gewinnt mit 7 Wickets |   |                        |

Neuseeland gewann den Münzwurf und entschied sich als Feldmannschaft zu beginnen. Als Spielerin des Spiels wurde Rachel Priest ausgezeichnet.

### Zweites WTwenty20 in Kingstown
| 25. September Scorecard | Kingstown | Neuseeland 101-5 (20)             | – | West Indies 102-3 (17.1) |
|                         |           | West Indies gewinnt mit 7 Wickets |   |                          |

Die West Indies gewannen den Münzwurf und entschieden sich als Feldmannschaft zu beginnen. Als Spielerin des Spiels wurde Deandra Dottin  ausgezeichnet.

### Drittes WTwenty20 in Kingstown
| 27. September Scorecard | Kingstown | West Indies 111-8 (20) / 5/1 (1)                 | – | Neuseeland 111-4 (20) / 6/0 (0.4) |
|                         |           | Unentschieden (Neuseeland gewinnt im Super Over) |   |                                   |

Neuseeland gewann den Münzwurf und entschied sich als Schlagmannschaft zu beginnen. Als Spielerin des Spiels wurde Amy Satterthwaite ausgezeichnet.

## Auszeichnungen

### Player of the Series
Als Player of the Series wurden der folgende Spieler ausgezeichnet.
| Serie | Player of the Series |
| ----- | -------------------- |
| WODI  | Anisa Mohammed       |
| WT20  | Deandra Dottin       |

### Player of the Match
Als Player of the Match wurden die folgenden Spielerinnen ausgezeichnet.
| Spiel   | Player of the Match |
| ------- | ------------------- |
| 1. WODI | Tremayne Smartt     |
| 2. WODI | Deandra Dottin      |
| 3. WODI | Shakera Selman      |
| 4. WODI | Anisa Mohammed      |
| 1. WT20 | Rachel Priest       |
| 2. WT20 | Deandra Dottin      |
| 3. WT20 | Amy Satterthwaite   |